# Ла-Мірада (Каліфорнія)
Ла-Мірада (англ. La Mirada) — місто (англ. city) в США, в окрузі Лос-Анджелес штату Каліфорнія. Населення — 48 008 осіб (2020).

## Географія
Ла-Мірада розташована за координатами 33°54′7″ пн. ш. 118°0′32″ зх. д. / 33.90194° пн. ш. 118.00889° зх. д. (33.902045, -118.008961).  За даними Бюро перепису населення США в 2010 році місто мало площу 20,35 км², з яких 20,31 км² — суходіл та 0,04 км² — водойми.

## Демографія
Згідно з переписом 2010 року, у місті мешкало 48 527 осіб у 14 681 домогосподарстві у складі 11 504 родин. Густота населення становила 2384 особи/км².  Було 15092 помешкання (742/км²).
Расовий склад населення:
| - 60,7 % — білих - 17,8 % — азіатів - 2,3 % — чорних або афроамериканців - 0,8 % — корінних американців - 0,3 % — вихідців з тихоокеанських островів - 13,7 % — осіб інших рас |

До двох чи більше рас належало 4,3 %. Частка іспаномовних становила 39,7 % від усіх жителів.
За віковим діапазоном населення розподілялося таким чином: 21,1 % — особи молодші 18 років, 63,7 % — особи у віці 18—64 років, 15,2 % — особи у віці 65 років та старші. Медіана віку мешканця становила 37,9 року. На 100 осіб жіночої статі у місті припадало 92,2 чоловіків;  на 100 жінок у віці від 18 років та старших — 89,4 чоловіків також старших 18 років.
Середній дохід на одне домашнє господарство  становив 94 099 доларів США (медіана — 79 330), а середній дохід на одну сім'ю — 102 999 доларів (медіана — 90 142). Медіана доходів становила 60 214 долари для чоловіків та 48 697 доларів для жінок. За межею бідності перебувало 7,5 % осіб, у тому числі 5,3 % дітей у віці до 18 років та 11,7 % осіб у віці 65 років та старших.
Цивільне працевлаштоване населення становило 21 751 осіб. Основні галузі зайнятості: освіта, охорона здоров'я та соціальна допомога — 28,1 %, виробництво — 12,4 %, роздрібна торгівля — 11,5 %.